# Tình trạng Khẩn cấp Y tế Công cộng Quốc tế
Tình trạng Khẩn cấp Y tế Công cộng Quốc tế, (tiếng Anh: public health emergency of international concern; viết tắt: PHEIC) là một tuyên bố chính thức của Tổ chức Y tế Thế giới (WHO) do Ủy ban khẩn ban hành Quy định Y tế Quốc tế (IHR) về một cuộc khủng hoảng Y tế công cộng mang tầm khả năng toàn cầu. Là một công cụ ràng buộc về mặt pháp lý quốc tế về phòng chống dịch bệnh, giám sát, kiểm soát, và phản ứng thông qua bởi 194 quốc gia.

## Tình trạng Khẩn cấp Y tế Công cộng Quốc tế lần 1 - Đại dịch cúm 2009 (H1N1)
PHEIC lần đầu tiên được ban hành vào tháng 4 năm 2009 khi xảy ra đại dịch H1N1 (Cúm Lợn) , đại dịch nay vẫn còn trong giai đoạn ba.

## Tình trạng Khẩn cấp Y tế Công cộng Quốc tế lần 2 - Sự hồi sinh bệnh bại liệt
PHEIC thứ hai đã được ban hành tháng 5 năm 2014 với sự hồi sinh của bệnh bại liệt  sau khi gần như diệt trừ nó, coi là "một sự kiện phi thường". PHEIC cũng có thể đưa tin khẩn cấp kể cả khi chưa tuyên bố chính thức hoặc chưa được yêu cầu, như là trường hợp  với Hội chứng hô hấp Trung Đông (MERS).

## Tình trạng Khẩn cấp Y tế Công cộng Quốc tế lần 3 - Dịch bệnh Ebola
Vào thứ Sáu 8 tháng 8 năm 2014, Tổ chức Y tế Thế giới tuyên bố lần thứ ba Tình trạng Khẩn cấp Y tế cần sự quan tâm quốc tế để đáp ứng với sự bùng nổ của Ebola" ở Tây Phi.

## Tình trạng Khẩn cấp Y tế Công cộng Quốc tế lần 4 - Dịch virus Zika
Vào thứ Hai 1 tháng 2 năm 2016, WHO tuyên bố PHEIC thứ tư để đáp ứng với virus Zika bùng phát ở châu Mỹ.

## Tình trạng Khẩn cấp Y tế Công cộng Quốc tế lần 5 - Dịch virus COVID-19
Vào ngày 30 tháng 1 năm 2020, WHO tuyên bố PHEIC thứ năm để đối phó với sự lây lan của virus Corona chủng mới bên ngoài Trung Quốc.

## Tình trạng Khẩn cấp Y tế Công cộng Quốc tế lần 6 - Dịch bệnh Đậu mùa khỉ
Tại cuộc họp IHR lần thứ hai về đợt bùng phát bệnh đậu mùa khỉ năm 2022 vào ngày 21 tháng 7 năm 2022, các thành viên của ủy ban khẩn cấp đã chia rẽ về việc ban hành PHEIC, với sáu ủng hộ và chín phản đối. Vào ngày 23 tháng 7 năm 2022, tổng giám đốc WHO tuyên bố sự bùng phát là PHEIC.
Vào ngày tuyên bố, đã có 17.186 trường hợp được báo cáo trên toàn cầu, ảnh hưởng đến 75 quốc gia trong cả sáu khu vực của WHO, với 5 trường hợp tử vong được báo cáo bên ngoài Châu Phi và 72 trường hợp tử vong ở các nước Châu Phi..
Trước đó, WHO đã tổ chức một cuộc họp của EC vào ngày 23 tháng 6 năm 2022 liên quan đến đợt bùng phát dịch, có hơn 2.100 trường hợp ở hơn 42 quốc gia vào thời điểm đó. Nó không đạt tiêu chí cho cảnh báo PHEIC vào thời điểm đó.